# حکومت قفقاز جنوب غربی
حکومت ملی موقت قفقاز جنوب غربی (به ترکی عثمانی: Cenub-ı Garbi Kafkas Hükümet-i Muvakkate-i Milliyesi) یا جمهوری قارص کشوریست که در ۱۷ و ۱۸ ژانویه سال۱۹۱۹ طی کنفرانس قارص تأسیس گردید. این کشور نو پا در ۱۹ آوریل همان سال توسط بریتانیا اشغال و سپس منحل گشت. این کشور از دوران عثمانی با نام حکومت محلی لواء الثلاثه به مرکزیت قارص بر مناطق شرقی ترکیه و بخش‌هایی از گرجستان، ارمنستان و آذربایجان حکمرانی می‌نموده‌است.

## شهرها
مناطق و شهرهای همچون قارص، باتومی، آخالتسیخه، آهیل کلک، آرتوین، اردهان، آجارستان، پسف، دیوانه، گوله، اولتو، قره قورت، ساریقامیش، کرپینر، کگیزمن، کولپ، استان ایگدیر، سردار آباد، دسامبر، آرالیک، نخجوان، جلفا و اردوباد در قلمرو حکومت قفقاز جنوب غربی قرار داشته‌اند.

## انقراض
حکومت قفقاز جنوبی سرانجام با اشغال نیروهای انگلیسی به فرماندهی دریاسالار سامرست آرتور گاف کالتروب به پایان رسید.